# Richard André
William Roger Snow (1834-1907), conocido por su seudónimo Richard André, fue un escritor, ilustrador y fotograbador británico.

## Biografía
Nació en 1834. Militar, dramaturgo e ilustrador, fue fundador de la empresa de fotograbado André & Co., que más tarde pasaría a denominarse André & Sleigh en referencia a sus dos sobrinos, Wallace Sleigh y Arthur Sleigh. A lo largo de su vida usó los seudónimos «Clifford Merton», «Richard André» y «R. André». Entre los libros que ilustró se encontraron The Cruise of the Walnut Shell (también escrita por él), Cinderella, The Nightingale. Dished Up on China Plates  y The magic ring, entre otros muchos. Falleció en 1907.